# Impatiens compta
Impatiens compta är en balsaminväxtart som beskrevs av Joseph Dalton Hooker. Impatiens compta ingår i släktet balsaminer, och familjen balsaminväxter. Inga underarter finns listade i Catalogue of Life.